# Leo Polak Scriptieprijs
De Leo Polak Scriptieprijs was een prijs die beschikbaar wordt gesteld door de Stichting Leo Polak, verbonden aan de Universiteit voor Humanistiek te Utrecht. De prijs werd toegekend aan een master- of doctoraalscriptie over een onderwerp dat gaat over persoonlijke zingeving en/of humanisering van de samenleving.
Voorgedragen konden worden studenten in de doctoraal- of masterfase (of recent afgestudeerden) aan een Nederlandstalige universiteit, en Nederlanders of Nederlandstalige Belgen in een vergelijkbare fase aan een buitenlandse universiteit.
Aan de prijs was een geldbedrag van 1250 euro verbonden.

## Prijswinnaars
- 2004 – Allard den Dulk (Vrije Universiteit Amsterdam) voor zijn scriptie Over de drempel: Voorbij de postmoderne impasse naar een zelfbewust engagement
- 2005 – John Karsten (Vrije Universiteit Amsterdam) voor zijn scriptie The Abolition of Capital Punishment and the European ideal of Civilization
- 2006 – Joël Vos (Universiteit Leiden) voor zijn scriptie Migratie als grenssituatie: ‘niet-meer en nog-niet’. Wijsgerig-fenomenologisch onderzoek naar het migrant-zijn, in het voetspoor van Martin Heidegger, Wilhelm Dilthey en Karl Jaspers
- 2007-2008 – Freek Zwanenberg (Universiteit voor Humanistiek) voor zijn werkstuk Mediawijsheid op school
- 2009 – Christian van der Veeke (Erasmus Universiteit Rotterdam) voor zijn scriptie Heimwee van de filosofie: Een analyse en evaluatie van de wijsgerige toepassing van vervreemding
- 2009 – Froukje Weidema (Universiteit voor Humanistiek) voor haar scriptie Mijn handen aan dit bed
- 2010 – Michiel Meijer (Universiteit van Tilburg) voor zijn scriptie Nietzsche, Taylor en de tegengestelde krachten van de moraal
- 2011 - twee eerste prijzen ex aequo  Sara Abraha Wageningen Universiteit over vluchtelingen uit Eritrea die op Sicilië vast zitten en Sjaak Vane  Erasmus Universiteit 'Liefde in digitale tijden' het fenomeen van internetdating.
- 2012 - Elize de Mul Erasmus Universiteit, Dansen met een plastic zak.
- 2013- Judith Martens  Radboud Universiteit Nijmegen voor haar studie Doing the unthinkable; discontinuity in thinking and acting, een scriptie over onze (schijnbare) vrijheid van denken en handelen.
- 2014 - Madeleine Kievits  Universiteit Utrecht voor haar scriptie Wat ik nog zeggen wilde, over zogeheten intentieboeken, die men vaak vindt in ‘stilteruimtes’ in ziekenhuizen. In een intentieboek schrijven mensen (patiënten, naasten, maar ook ziekenhuispersoneel), al dan niet anoniem, op persoonlijke wijze over wat hen op het hart ligt.
- 2015 - Sjoerd Robijn Universiteit voor Humanistiek voor zijn studie The return to Oikonomia, een filosofische verhandeling over het verenigen van economische groei met het ecologisch behoud van onze aarde.

## Thema's
- 2017/18 De waarheid, ieders eigen waarheid, fake news